# Trusty Gina
Trusty Gina là một chính trị gia người Swaziland. Bà là Phó Chủ tịch Hạ viện Swaziland từ 2003-2008  và Diễn giả từ ngày 11 tháng 3 đến ngày 11 tháng 5 năm 2004 và một lần nữa từ ngày 26 tháng 10 đến ngày 3 tháng 11 năm 2006.